# Hans Niessen
Hans Niessen (Raeren, 4 juli 1950) is een Duitstalige Belgische politicus voor Ecolo. Hij was de eerste groene minister in België, die overigens extraparlementair optrad.

## Levensloop
Hij behaalde een diploma technisch secundair onderwijs aan het Provinciaal Technisch Instituut in Verviers. Na het vervullen van zijn militaire dienstplicht ging Niessen aan de slag bij een bedrijf voor elektrische schakelingen in Laurensberg, een stadsdeel van Aken. Nadien werkte hij van 1974 tot 1999 als elektriciteitstechnicus bij RWTH, de Technische Universiteit van Aken.
Hans Niessen werd actief in de KLJ en jeugdverenigingen en was van 1980 tot 1984 voorzitter van de Raad van de Duitstalige Jeugd. Hij was in 1983 tevens een van de stichters van de milieuvereniging Die Raupe uit Eupen, die zich bezighield met onder andere het promoten van regionale landbouwproducten. Hij stond in 1995 ook aan de wieg van de vereniging Énergie 2030, die de grootste windmolen van Wallonië liet installeren in Sankt Vith. In het midden van de jaren 80 hield hij zich ook bezig met de bestrijding van het afvaltransport tussen Duitsland en België.
In 1982 werd hij politiek actief voor Ecolo. Hij was dat jaar voor het eerst kandidaat bij de gemeenteraadsverkiezingen in Eupen, maar hij werd niet verkozen. In oktober 1988 werd Niessen wel verkozen en nadien zetelde tot in 1999 in de gemeenteraad. In de legislatuur 1989-1994 was hij er het enige gemeenteraadslid van zijn partij.
Van juli 1999 tot juli 2004 was hij als niet-parlementslid minister van Jeugd, Gezinnen, Monumenten, Sites, Gezondheid en Sociale Zaken in de Duitstalige Gemeenschapsregering. Vervolgens zetelde Niessen van juli 2004 tot december 2008 in het Parlement van de Duitstalige Gemeenschap, waar hij fractievoorzitter was voor Ecolo.
Na het einde van zijn ministerschap hernam Hans Niessen zijn beroep als elektriciteitstechnicus bij de RWTH in Aken. In januari 2006 ging hij als directeur van de taskforce voor het oplossen van problemen rond grensarbeid aan de slag voor de Euregio Maas-Rijn. Op 1 januari 2009 werd Niessen directeur van dit samenwerkingsverband, tot hij daar in juni 2011 vanwege onoverbrugbare meningsverschillen met de leiding vertrok.
Van september 2014 tot oktober 2018 zetelde Niessen nog in de provincieraad van Luik, waardoor hij als raadgevend lid opnieuw in het Parlement van de Duitstalige Gemeenschap terechtkwam.
Zijn dochter Claudia Niessen is ook politiek actief en is burgemeester van Eupen.